# Chirotica brevilabris
Chirotica brevilabris är en stekelart som beskrevs av Henry Keith Townes, Jr. 1983. Chirotica brevilabris ingår i släktet Chirotica och familjen brokparasitsteklar. Inga underarter finns listade i Catalogue of Life.